# Susanna Gaboyan
Susanna Gaboyan, en arménien : Գաբոյան Սուսաննա, née le 25 août 1996 à Erevan, est une joueuse d'échecs arménienne, qui porte le titre de maître international féminin (MIF) depuis 2018.

## Formation
Susanna Gaboyan a étudié à l'académie des échecs d'Erevan et a été formée par Arsen Yeghiazaryan. Elle a par ailleurs étudié à l'institut d'État de culture physique à Erevan.

## Carrière
Elle a remporté de nombreux championnats nationaux en catégories juniors. En janvier 2015, elle remporte le 70e championnat arménien individuel féminin avec 7 points en 9 parties.
Pour le compte de l'équipe nationale féminine arménienne, elle participe au championnat du monde  d'échecs par équipes 2015 à Chengdu ainsi qu'au championnat d'Europe par équipe la même année à Reykjavik (réserviste).
Depuis avril 2018, elle est maître international féminin (MIF).
En juillet 2018, elle est la dixième joueuse arménienne avec un classement Elo de 2 154 points. Son maximum est de 2 205 points atteints en mars 2018.
Susanna Gaboyan remporte à nouveau le championnat d'Arménie d'échecs en 2021, 2024 et 2025.